# Aage von Kauffmann
Aage Basse Gustav von Kauffmann (født 14. juni 1852 i København - død 2. juni 1922 i Vedbæk) var en dansk arkitekt, der arbejdede i Rhein-Main-Gebiet og særligt i Frankfurt am Main, hvor han var meget succesfuld.

## Galleri
- Villa
- Kirken Personalkirche Christus-Immanuel
- Villa
- Villa